# La Cuisinière républicaine
Pour les articles homonymes, voir La Cuisinière (homonymie).
La Cuisinière républicaine, qui enseigne la manière simple d’accomoder les pommes de terre ; avec quelques avis sur les soins nécessaires pour les conserver est un livre de cuisine entièrement consacré à la cuisine de la pomme de terre, paru en l'an III du calendrier républicain, au printemps 1794. Il est publié par Mérigot jeune, au no 38 quai des Grands-Augustins à Paris.

## Attribution
Rien dans l'ouvrage ne permet de connaître son auteur, mais il est généralement attribué à une femme, Madame Mérigot, veuve d'un libraire dont le fils a publié l'ouvrage. Cette attribution, due à Barbier,,, dans son Dictionnaire des ouvrages anonymes et pseudonymes et reprise par Georges Vicaire dans sa Bibliographie gastronomique, est fiable selon plusieurs sources,, tandis que d'autres la questionnent,,. Si elle est exacte, il s'agit du premier livre de recettes culinaires en langue française écrit par une femme.

## Contenu
C'est le premier livre de cuisine consacré exclusivement à la pomme de terre. Cet ouvrage de 42 pages compte au total 31 recettes à base de pomme de terre dont cinq sucrées, parmi lesquelles la première recette publiée de gâteau aux pommes de terre, dénommé « Gâteau économique ».

## Postérité
Il est conservé à la Bibliothèque nationale de France. Il a fait l'objet d'une réimpression en fac-similé par Daniel Morcrette à Luzarches en 1976. Il est aussi reproduit partiellement dans Fink 1995, p. 173–185.